# Gaubertin
Gaubertin település Franciaországban, Loiret megyében. Lakosainak száma 251 fő (2022. január 1.). Gaubertin Auxy, Barville-en-Gâtinais, Boësses, Égry, Givraines és Beaumont-du-Gâtinais községekkel határos.

## Népesség
A település népességének változása:
| Lakosok száma | 227  | 143  | 174  | 254  | 273  | 269  | 257  | 253  | 250  | 251  |
|               | 1968 | 1982 | 1990 | 2006 | 2013 | 2015 | 2017 | 2019 | 2020 | 2022 |